# Лос-Барріос
Лос-Барріос (ісп. Los Barrios) — муніципалітет в Іспанії, у складі автономної спільноти Андалусія, у провінції Кадіс. Населення — 22 587 осіб (2010).
Муніципалітет розташований на відстані близько 500 км на південь від Мадрида, 85 км на південний схід від Кадіса.
На території муніципалітету розташовані такі населені пункти: (дані про населення за 2010 рік)
- Лос-Барріос: 16507 осіб
- Кортіхільйос: 2695 осіб
- Пуенте-Романо: 247 осіб
- Пальмонес: 1958 осіб
- Гуадакорте: 1180 осіб

## Демографія
Динаміка населення (INE ):

## Галерея зображень

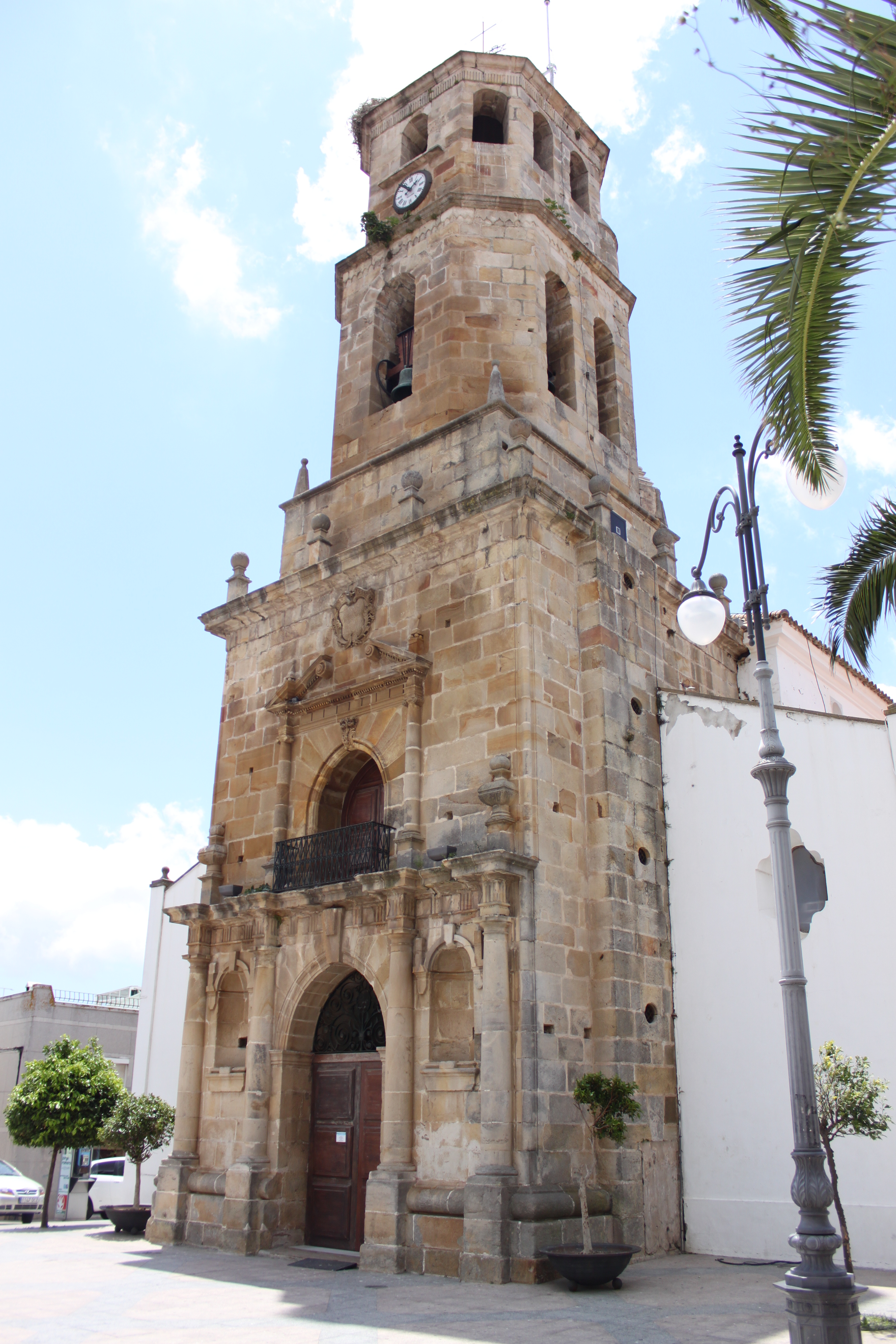
Церква Сан-Ісідро